# リサ・ケリー
リサ・ケリー（Lisa Kelly、本名：Lisa Ann Kelly、1977年5月7日 - ）は、リバーダンス、ケルティック・ウーマンに所属していたアイルランドダブリン出身の歌手。

## 経歴
ダブリンで生まれた。7歳の頃から、ミュージカルに出演した。シカゴのヴェルマ・ケリー、チェスのフローレンス・ヴァッシー、オクラホマ!のローリー、グリースのサンディー、ウエスト・サイド物語ではマリアを演じた。2000年、「リバーダンス―ザ・ショウ」の女性リード・ヴォーカルに抜擢されただけでなく、 映画・ティンカー・ベルと月の石ではメインテーマを歌った。

## 家族
夫はリバーダンスで競演したスコット・ポーターであり、子供はシアン、ジャック、エリー、6月に誕生した息子。また妹のヘレン・ケリーはケルト人の聖歌隊に参加している。得意料理はサンデーロースト。